# Richard Scott, Baron Scott of Foscote

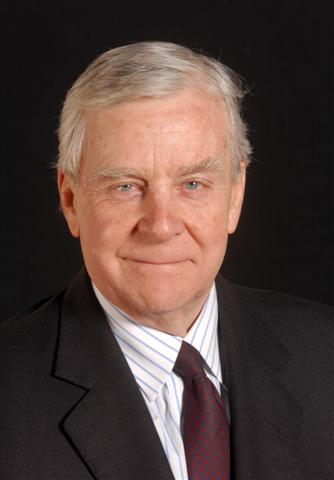
Richard Scott, Baron Scott of Foscote, 2009

Richard Rashleigh Folliott Scott, Baron Scott of Foscote PC, QC (* 2. Oktober 1934 in der Südafrikanischen Union) ist ein britischer Richter und ehemaliger Lordrichter.

## Jugend und Ausbildung
Scott wurde am 2. Oktober 1934 geboren. Er ging auf die Michaelhouse School, Natal in Südafrika. Er studierte an der  Universität Kapstadt, wo er 1954 mit einem  Bachelor of Arts abschloss und studierte anschließend am Trinity College (Cambridge) mit einem Tripos-Abschluss in Jura 1957. Anschließend ging er ein Jahr als Bigelow Fellow an die University of Chicago, wo er seine zukünftige Frau Rima Elisa Ripoll kennenlernte, die aus Panama stammt.

## Berufliche Karriere
Scott wurde 1959 in London am Inner Temple als Anwalt zugelassen und wurde 1981 Bencher. Er arbeitete von 1960 bis 1983 als Anwalt und wurde 1975 zum Kronanwalt ernannt. 1980 wurde er zum Attorney General of the Duchy of Lancaster ernannt, ein Amt, das er bis 1983 innehatte. Er war von 1981 bis 192 Vizevorsitzender und von 1982 bis 1983 Vorsitzender der Anwaltskammer.
Scott wurde 1983 zum Richter am High Court of Justice ernannt, wo er für Wirtschaftsrecht zuständig war. Er wurde gleichzeitig zum Ritter geschlagen. Von 1987 bis 1991 war er Vice-Chancellor of the County Palatine of Lancaster, er war dort für die Aufsicht über das Wirtschaftsjustizwesen in Nordengland verantwortlich. 1991 wurde er an den Court of Appeal berufen, und wurde gleichzeitig Lord Justice of Appeal und wurde in den Kronrat berufen. Von 1994 bis 2000 war er Vice-Chancellor of the High Court und von 1995 bis 2000 Master of the Rolls. 2003 wurde er zum nichtständigen Mitglied von Hongkongs Oberstem Berufungsgericht; während dieser Zeit wurde er unter seinem chinesischen Namen (chinesisch 施廣智) bekannt.
Am 17. Juli 2000 wurde er zum Lordrichter ernannt und als Baron Scott of Foscote, of Foscote in the County of Buckinghamshire, zum Life Peer erhoben. Er legte dieses Amt am 30. September 2009 nieder.

## Scott-Untersuchung
1992, während seiner Zeit als Richter am Court of Appeal, wurde er zum Vorsitzenden einer Untersuchungskommission, die den Arms-to-Iraq-Skandal aufklären sollte, bei dem die britische Regierung britische Unternehmen unterstützt haben solle, Waffen in den Irak zu liefern. Der Untersuchungsbericht wurde 1996 veröffentlicht, große Teile davon waren allerdings als Geheim klassifiziert. Scott sagte, es sei "bedauerlich und enttäuschend", dass die Regierung nicht die Gesetze, die den Waffenhandel regulierten, angepasst habe.

## Persönliches
Lord Scott ist seit 1959 mit Rima Elisa Ripoll verheiratet. Sie haben zwei Söhne und eine Tochter.